# Einwohnerentwicklung von Dresden
Dieser Artikel stellt die Einwohnerentwicklung von Dresden tabellarisch und graphisch dar.
Die folgende Übersicht zeigt die Einwohnerzahlen nach dem jeweiligen Gebietsstand. Bis 1831 handelt es sich meist um Schätzungen, danach um Volkszählungsergebnisse (gekennzeichnet ¹) oder amtliche Fortschreibungen der Stadtverwaltung (bis 1944), der Staatlichen Zentralverwaltung für Statistik (1945 bis 1989) und des Statistischen Landesamtes (ab 1990). Die Angaben beziehen sich ab 1834 auf die „Zollabrechnungsbevölkerung“, ab 1871 auf die „Ortsanwesende Bevölkerung“, ab 1925 auf die Wohnbevölkerung und seit 1966 auf die „Bevölkerung am Ort der Hauptwohnung“. Vor 1834 wurde die Einwohnerzahl nach uneinheitlichen Erhebungsverfahren ermittelt.

## Einwohnerentwicklung

### Von 1402 bis 1849
(jeweiliger Gebietsstand)

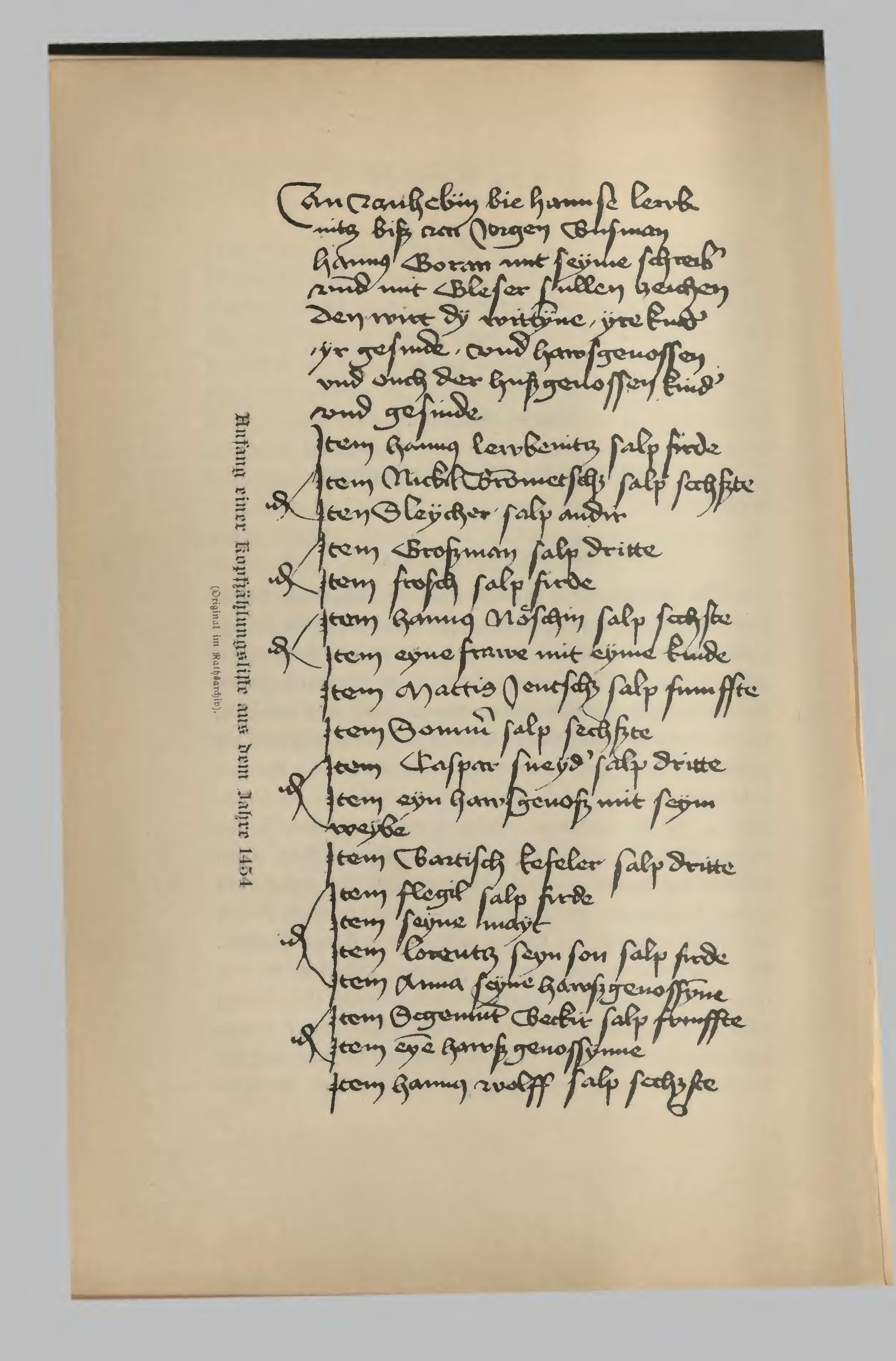
Anfang einer Kopfzählungsliste aus dem Jahre 1454

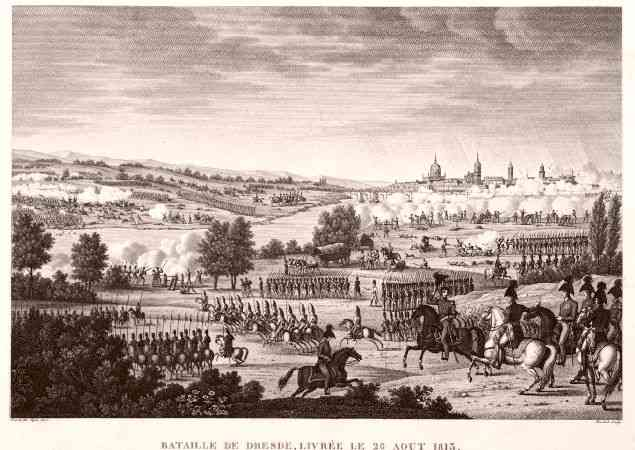
Schlacht von Dresden 1813

Die Einwohnerentwicklung von Dresden lässt sich bis ins Mittelalter zurückverfolgen. Bis zum Beginn der Neuzeit hatte die Stadt nur wenige tausend Einwohner. 1402 waren es 3.500, nach den Hussitenkriegen (1419–1434) im Jahr 1453 nur noch 3.100 und 1489 dann 3.700 Einwohner. Nach dem Großen Stadtbrand am 15. und 16. Juni 1491 zählte man im Jahr 1501 nur noch etwa 2.500 Bewohner. Dabei ist zu beachten, dass Altendresden (die heutige Neustadt) und die Vorstädte erst Mitte des 16. Jahrhunderts zur Stadt gehörten. Berücksichtigt man diese, so kommt die Gesamtstadt 1489 auf max. 5.500 und 1501 auf rund 4.500. Die Bevölkerung wuchs nur langsam und ging durch die zahlreichen Kriege, Seuchen und Hungersnöte immer wieder zurück.
So starben durch den Ausbruch der Pest zwischen 1566 und 1584 insgesamt über 1000, allein im Jahr 1585 1.209 Menschen.
Im Jahr 1608 wohnten in der Festung Dresden (der Altstadt) 8.168 Personen. Demzufolge lebten in den Vorstädten und im damaligen Altendresden noch etwa 6.650 weitere Personen.
Während des Dreißigjährigen Krieges fiel 1632/1633 etwa die Hälfte der Bevölkerung einer Pestepidemie und Hungersnot zum Opfer – insgesamt etwa 7.600 Menschen. 1699 hatte die Stadt 21.000 Einwohner, bis 1727 verdoppelte sich diese Zahl auf 46.000, bis 1755 verdreifachte sie sich auf 63.000.
Im Siebenjährigen Krieg (1756–1763) wurde Dresden mehrmals von preußischen Truppen belagert. Erhebliche Zerstörungen und ein Rückgang der Bevölkerungszahl um etwa 18.500 Personen war die Folge, wovon sich die Stadt bis zum Jahr 1800 nur langsam wieder erholte. Auch die Besetzung Dresdens 1806 und die Schlacht von Dresden 1813 zwischen den Truppen des napoleonischen Frankreich und deren Gegnern während der Befreiungskriege hatte Auswirkungen auf die Stadtentwicklung, so dass erst 1830 die Einwohnerzahl von 1800 wieder erreicht wurde, die aber immer noch unter der von 1755, also der Zahl vor dem Siebenjährigen Krieg, lag.
| Jahr | Einwohner     |
| ---- | ------------- |
| 1402 | 3.500         |
| 1453 | 3.100         |
| 1489 | 3.700 (5.500) |
| 1501 | 2.500 (4.500) |
| 1546 | 6.500         |
| 1588 | 11.500        |
| 1603 | 14.793        |
| 1630 | 15.200        |
| 1633 | 7.600         |
| 1648 | 16.000        |
| 1699 | 21.298        |
| 1727 | 46.472        |
| 1755 | 63.209        |
| 1772 | 44.760        |
| 1774 | 47.516        |
| 1781 | 47.600        |

| Jahr/Datum         | Einwohner |
| ------------------ | --------- |
| 1798               | 54.941    |
| 1800               | 61.794    |
| 1806               | 55.711    |
| 1813               | 51.175    |
| 1815               | 50.321    |
| 1818               | 57.689    |
| 1830               | 61.886    |
| 1831               | 63.865    |
| 3. Juli 1832 ¹     | 64.399    |
| 3. Dezember 1834 ¹ | 66.133    |
| 3. Dezember 1837 ¹ | 77.339    |
| 3. Dezember 1840 ¹ | 82.014    |
| 3. Dezember 1843 ¹ | 86.621    |
| 3. Dezember 1846 ¹ | 89.327    |
| 3. Dezember 1849 ¹ | 94.092    |

¹ Volkszählungsergebnis

### Von 1850 bis 1945
(jeweiliger Gebietsstand)

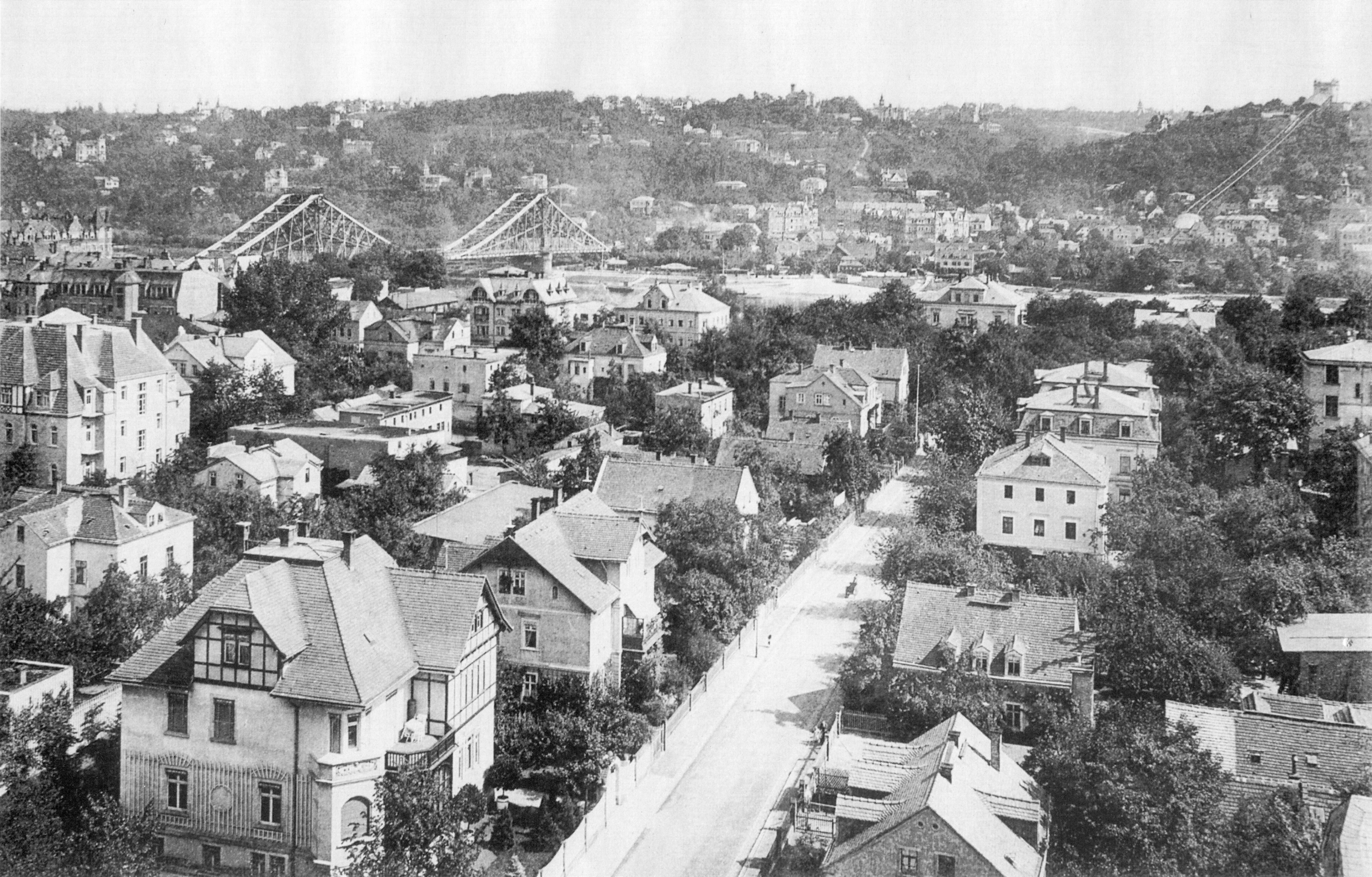
In der ersten Phase der Suburbanisierung entstand die Villenkolonie Blasewitz

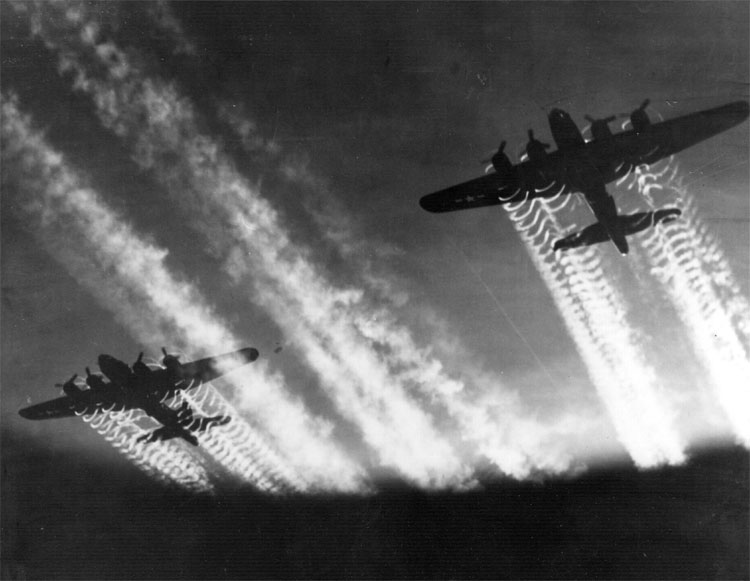
B-17 Flying Fortress der USAAF

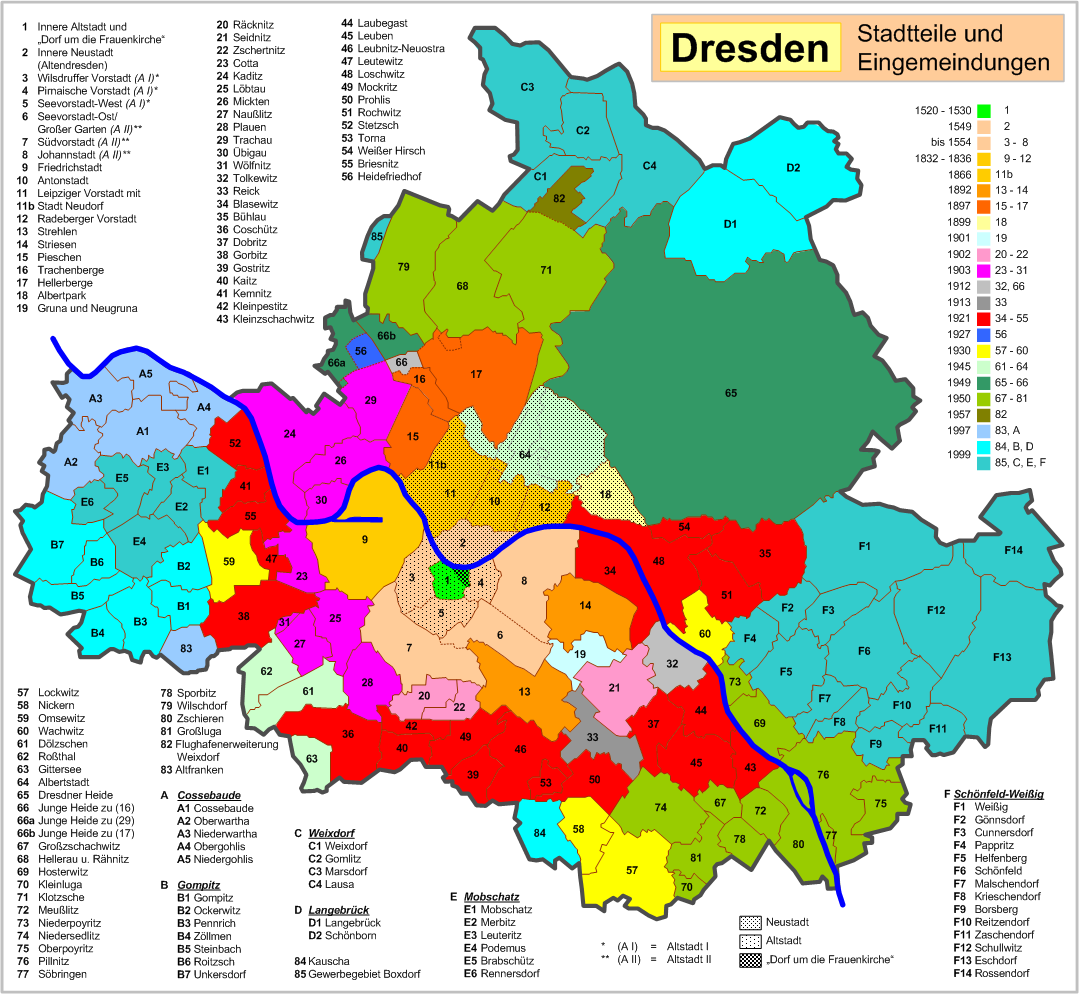
Dresden Stadtteile (Gemarkungen) und deren Eingemeindung.

Mit dem Beginn der Industrialisierung verstärkte sich das Bevölkerungswachstum. Lebten 1800 rund 62.000 Menschen in der Stadt und 1815 sogar nur noch rund 50.000, so überschritt die Einwohnerzahl bereits 1852 die Grenze von 100.000, wodurch die Hauptstadt des Königreichs Sachsen zur Großstadt wurde. Nicht unerheblich trugen zu dieser Entwicklung die Eingemeindungen des Jahres 1836 bei, als die Friedrichstadt, die Radeberger Vorstadt, die Nordteile der Äußeren Neustadt (Antonstadt) und die Leipziger Vorstadt mit insgesamt 740 Hektar Fläche hinzukamen. Dresden zählte damit neben München und Köln (ebenfalls seit 1852 Großstädte) nach Berlin (seit 1747), Hamburg (1787) und Breslau (1840) zu den viertältesten deutschen Großstädten. Bis 1880 wuchs die Bevölkerung auf 220.000 und 1905 waren es über eine halbe Million.
Am Anfang des 20. Jahrhunderts gehörte Dresden zu den fünf bevölkerungsreichsten Städten im Deutschen Reich. Die Eingemeindung zahlreicher Orte in der Umgebung am 1. April 1921 brachte einen Gewinn von 58.450 Personen. 1933 wurde mit 649.252 Einwohnern der höchste Wert in der Geschichte Dresdens gezählt. Am 1. Januar 1934 sank die Bevölkerungszahl durch die zum eigenständigen Gutsbezirk ausgegliederte Albertstadt (7.109 Einwohner 1933); deren Wiedereingliederung erfolgte am 1. Juli 1945. Die Volkszählung am 17. Mai 1939 ergab 629.713 Einwohner, davon 281.379 Männer und 348.334 Frauen.
Im Zweiten Weltkrieg war die Stadt Ziel von Bombardierungen der Royal Air Force (RAF) und der United States Army Air Forces (USAAF). Durch die alliierten Luftangriffe auf Dresden zwischen August 1944 und April 1945 starben etwa 25.000 Menschen und ungefähr 75.000 Wohnungen wurden völlig zerstört. Insgesamt verlor die Stadt durch Evakuierung, Flucht, Deportationen und Luftangriffe 41,5 Prozent ihrer Bewohner (261.697 Personen). Die Bevölkerungszahl sank von 630.216 im Jahr 1939 auf 368.519 im April 1945.
Eine realitätsnähere Einschätzung der Bevölkerungsentwicklung im Zweiten Weltkrieg ergeben die Ergebnisse der „Verbrauchergruppenstatistiken“, die aus den Daten der Lebensmittelzuteilungen gewonnen wurden und 1953 vom Statistischen Bundesamt veröffentlicht wurden. Demnach wurden in Dresden laut der „Kleinen Verbrauchergruppenstatistik“ Anfang Februar 1943 571.609 versorgte Zivilpersonen gezählt, Ende August 1943 580.292, Anfang Februar 1944 563.749, Mitte August 563.049 und Anfang Dezember 1944 571.641. Die Anzahl der „Gemeinschaftsverpflegten“, die in diesen Zahlen enthalten waren, stieg während dieses Zeitraums von 16.011 kontinuierlich auf 40.739 an.
| Datum              | Einwohner |
| ------------------ | --------- |
| 3. Dezember 1852 ¹ | 104.199   |
| 3. Dezember 1855 ¹ | 108.966   |
| 3. Dezember 1858 ¹ | 117.750   |
| 3. Dezember 1861 ¹ | 128.152   |
| 3. Dezember 1864 ¹ | 145.728   |
| 3. Dezember 1867 ¹ | 156.024   |
| 1. Dezember 1871 ¹ | 177.089   |
| 1. Dezember 1875 ¹ | 197.295   |
| 1. Dezember 1880 ¹ | 220.818   |
| 1. Dezember 1885 ¹ | 246.086   |
| 1. Dezember 1890 ¹ | 276.522   |
| 2. Dezember 1895 ¹ | 336.440   |
| 1. Dezember 1900 ¹ | 396.146   |
| 1. Dezember 1905 ¹ | 516.996   |
| 1. Dezember 1910 ¹ | 548.308   |
| 1. Dezember 1916 ¹ | 528.732   |

| Datum              | Einwohner |
| ------------------ | --------- |
| 5. Dezember 1917 ¹ | 512.847   |
| 8. Oktober 1919 ¹  | 529.326   |
| 31. Dezember 1920  | 540.900   |
| 16. Juni 1925 ¹    | 619.157   |
| 31. Dezember 1930  | 633.441   |
| 16. Juni 1933 ¹    | 649.252   |
| 31. Dezember 1933  | 647.667   |
| 31. Dezember 1934  | 639.977   |
| 31. Dezember 1935  | 637.052   |
| 31. Dezember 1936  | 636.883   |
| 31. Dezember 1937  | 638.303   |
| 31. Dezember 1938  | 634.400   |
| 17. Mai 1939 ¹     | 629.713   |
| 31. Dezember 1940  | 626.900   |
| 31. Dezember 1944  | 566.738   |
| 30. April 1945     | 368.519   |

¹ Volkszählungsergebnis
Quelle: Stadtverwaltung Dresden

### Von 1945 bis 1989
(jeweiliger Gebietsstand)

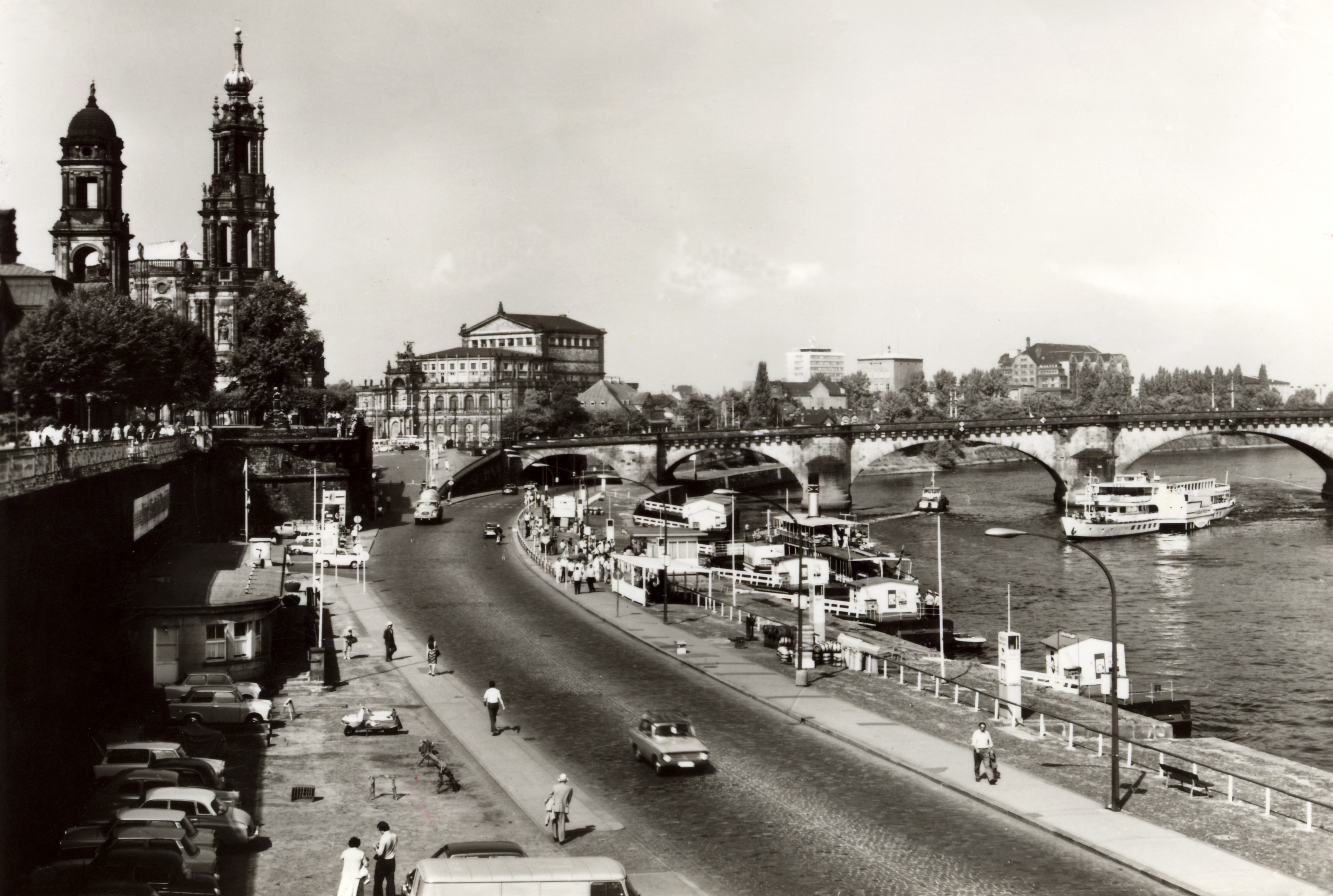
Dresden um 1980

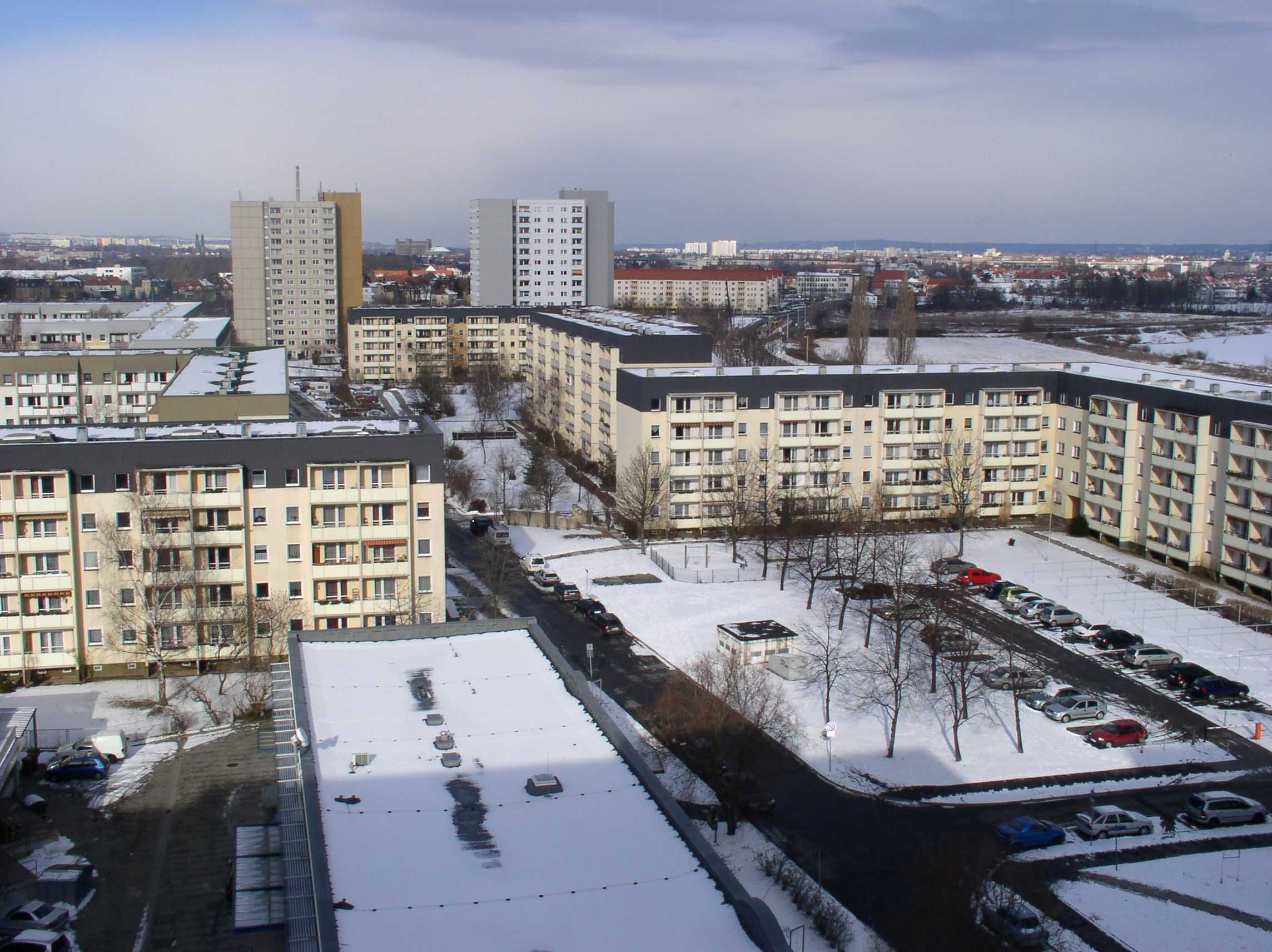
Neubaugebiete wie in Leuben und Großsiedlungen ersetzten zunehmend Wohnungen im Altbau

Nach dem Zweiten Weltkrieg stieg die Einwohnerzahl durch den Zuzug von zahlreichen Flüchtlingen und Vertriebenen aus den deutschen Ostgebieten sowie infolge mehrerer Eingemeindungen. So wurden am 1. Juli 1945 Albertstadt, Dölzschen und Gittersee eingegliedert.
Am 1. Juli 1950 kam es zur Eingemeindung der Stadt Klotzsche (16.152 Einwohner am 1. Dezember 1945) und weiterer Orte in der Umgebung Dresdens. Am 10. August 1950 erfolgte die Eingliederung von Oberpoyritz und Söbrigen. Bis 1964 stieg die Einwohnerzahl wieder über 500.000, bis 1983 auf 522.000.
Ab 1972 zogen viele Menschen im Rahmen des Wohnungsbauprogramms in die Plattenbauten der neuen Ortsteile Prohlis und Gorbitz am Rande der Stadt. Aber auch in der Innenstadt entstanden neue Wohnviertel mit Plattenbauten auf den enttrümmerten alten Stadtvierteln, etwa in Johannstadt. Während Neubauten in großem Umfang gebaut wurden, verfielen zahlreiche Altbauten, insbesondere Jugendstilwohnungen in Dresden-Neustadt.
Im Jahr 1988, ein Jahr vor der Wende in der DDR, lebten in Dresden 518.000 Menschen. Mit Beginn der Flüchtlingswelle von DDR-Bürgern nach Öffnung des Eisernen Vorhangs zwischen Österreich und Ungarn am 19. August 1989 und der Öffnung der innerdeutschen Grenze am 9. November begann die Einwohnerzahl zu sinken. Ende 1989 hatte die Stadt noch 501.000 Einwohner.
Neben der deutschen Wohnbevölkerung lebten in und um Dresden Soldaten und Offiziere mit ihren Familienangehörigen. Zu den Soldaten der 1. Gardepanzerarmee der Sowjetunion kamen noch die Angehörigen der Militärakademie „Friedrich Engels“, der Transportfliegerstaffel 24 und der 7. Panzerdivision der Nationalen Volksarmee. Nie zuvor in Friedenszeiten lebten in Dresden so viele Militärpersonen wie zwischen 1945 und 1990. In den Jahren nach der deutschen Wiedervereinigung wurden alle Truppenteile verlegt oder aufgelöst.
| Datum              | Einwohner |
| ------------------ | --------- |
| 31. Mai 1945       | 397.676   |
| 1. Dezember 1945 ¹ | 454.249   |
| 29. Oktober 1946 ¹ | 467.966   |
| 31. August 1950 ¹  | 494.187   |
| 31. Dezember 1955  | 496.548   |
| 31. Dezember 1956  | 492.208   |
| 31. Dezember 1957  | 491.714   |
| 31. Dezember 1958  | 491.646   |
| 31. Dezember 1959  | 493.515   |
| 31. Dezember 1960  | 493.603   |
| 31. Dezember 1961  | 491.699   |
| 31. Dezember 1962  | 494.588   |
| 31. Dezember 1963  | 499.014   |

| Datum               | Einwohner |
| ------------------- | --------- |
| 31. Dezember 1964 ¹ | 503.810   |
| 31. Dezember 1965   | 508.119   |
| 31. Dezember 1966   | 505.188   |
| 31. Dezember 1967   | 500.158   |
| 31. Dezember 1968   | 500.242   |
| 31. Dezember 1969   | 501.184   |
| 31. Dezember 1970 ¹ | 502.432   |
| 31. Dezember 1971   | 504.209   |
| 31. Dezember 1972   | 505.385   |
| 31. Dezember 1973   | 506.067   |
| 31. Dezember 1974   | 507.692   |
| 31. Dezember 1975   | 509.331   |
| 31. Dezember 1976   | 510.408   |

| Datum               | Einwohner |
| ------------------- | --------- |
| 31. Dezember 1977   | 512.490   |
| 31. Dezember 1978   | 514.508   |
| 31. Dezember 1979   | 515.881   |
| 31. Dezember 1980   | 516.225   |
| 31. Dezember 1981 ¹ | 521.060   |
| 31. Dezember 1982   | 521.786   |
| 31. Dezember 1983   | 522.532   |
| 31. Dezember 1984   | 520.061   |
| 31. Dezember 1985   | 519.769   |
| 31. Dezember 1986   | 519.810   |
| 31. Dezember 1987   | 521.205   |
| 31. Dezember 1988   | 518.057   |
| 31. Dezember 1989   | 501.407   |

¹ Volkszählungsergebnis
Quelle: Staatliche Zentralverwaltung für Statistik

### Von 1990 bis 1999
(jeweiliger Gebietsstand)

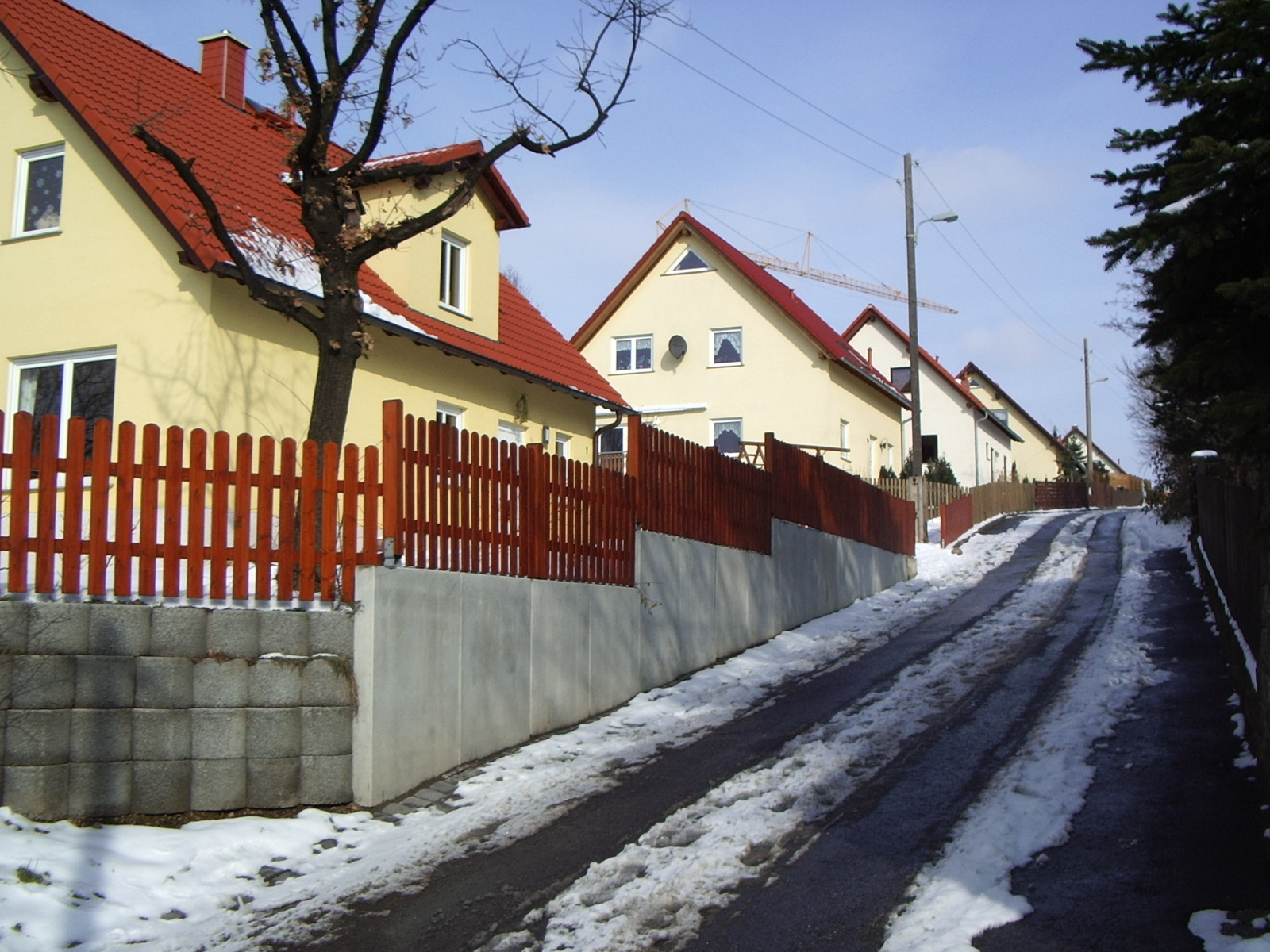
Mit den Eingemeindungen gelang es der Stadt, die schon vorhandenen Räume für Eigenheimsiedlungen wie in Klotzsche enorm zu ergänzen

Von Januar 1990 bis Dezember 1998 sank die Anzahl der „Bevölkerung am Ort der Hauptwohnung“ durch Abwanderung und Umzug in umliegende Gemeinden (siehe auch Suburbanisierung) auf knapp 453.000 Einwohner und damit nur etwas weniger als kriegsbedingt im Dezember 1945. Abwanderung und Umzug ins Umland lassen sich in zwei eigenen Wellen beobachten, wobei Umzüge ins Umland erst durch zunehmenden Wohlstand (insbesondere zur Ermöglichung von Wohnbesitz) Mitte der 1990er Jahre signifikant auftraten. Die 1997 und 1999 durchgeführten Eingemeindungen (25.483 Personen am 1. Januar 1999) glichen die zuvor genannten Effekte teilweise oder ganz aus.
| Datum             | Einwohner |
| ----------------- | --------- |
| 31. Dezember 1990 | 490.571   |
| 31. Dezember 1991 | 485.132   |
| 31. Dezember 1992 | 481.676   |
| 31. Dezember 1993 | 479.273   |
| 31. Dezember 1994 | 474.443   |

| Datum               | Einwohner |
| ------------------- | --------- |
| 31. Dezember 1995   | 469.110   |
| 31. Dezember 1996   | 461.303   |
| 31. Dezember 1997 ¹ | 459.222   |
| 31. Dezember 1998   | 452.827   |
| 31. Dezember 1999 ¹ | 476.668   |

¹ Jahr mit Eingemeindungen

### Ab 2000
(jeweiliger Gebietsstand)
Seit 1999 steigt die Bevölkerung wieder durch deutliche Wanderungsüberschüsse und Reurbanisierung an. Neben München und Bonn gehört die Bevölkerung Dresdens mit etwa 0,68 Prozent jährlicher Zunahme zu den am schnellsten wachsenden in Deutschland. Dabei war bis 2006 eine leichte Beschleunigung der Zunahme zu beobachten.
Im Jahre 2006 gab es sogar einen leichten Geburtenüberschuss und die Anzahl der „Bevölkerung am Ort der Hauptwohnung“ überschritt die Marke von 500.000 Einwohnern. Die Einwohnerzahl schwankte dadurch innerhalb eines Jahrzehnts um mehr als 50.000 Einwohner. Als Grund für die (zuletzt beschleunigte) Zunahme werden neben der abgeflauten Suburbanisierung in den ersten Jahren des 21. Jahrhunderts und der relativ hohen Geburtenrate die Zweitwohnsitzsteuer genannt, die zur Umwandlung vieler Zweitwohnsitze in Hauptwohnsitze führte.
Während die Stadt Dresden 1939 noch auf Platz acht der größten deutschen Städte lag, ist sie bis 2006 auf Platz 13 zurückgefallen, um ab dann durch verhältnismäßig hohe Wachstumsraten wieder auf Platz 11 zu steigen (Leipzig und Hannover überholend). Am 31. Dezember 2011 betrug die vorläufige Amtliche Einwohnerzahl für Dresden nach Fortschreibung des Statistischen Landesamtes des Freistaates Sachsen 529.781 (nur Hauptwohnsitze und nach Abgleich mit den anderen Landesämtern).
Aufgrund der korrigierten Daten durch den Zensus 2011 begann damit eine neue Bevölkerungsfortschreibung. Dresden hatte demnach am 31. Dezember 2011 laut Statistischem Landesamt 517.765 Einwohner.
| Datum             | Einwohner |
| ----------------- | --------- |
| 31. Dezember 2000 | 477.807   |
| 31. Dezember 2001 | 478.631   |
| 31. Dezember 2002 | 480.228   |
| 31. Dezember 2003 | 483.632   |
| 31. Dezember 2004 | 487.421   |
| 31. Dezember 2005 | 495.181   |
| 31. Dezember 2006 | 504.795   |
| 31. Dezember 2007 | 507.513   |
| 31. Dezember 2008 | 512.234   |
| 31. Dezember 2009 | 517.052   |

| Datum             | Einwohner |
| ----------------- | --------- |
| 31. Dezember 2010 | 523.058   |
| 9. Mai 2011 ¹     | 512.354   |
| 31. Dezember 2011 | 517.765   |
| 31. Dezember 2012 | 525.105   |
| 31. Dezember 2013 | 530.754   |
| 31. Dezember 2014 | 536.308   |
| 31. Dezember 2015 | 543.825   |
| 31. Dezember 2016 | 547.172   |
| 31. Dezember 2017 | 551.072   |
| 31. Dezember 2018 | 554.649   |

| Datum             | Einwohner |
| ----------------- | --------- |
| 31. Dezember 2019 | 556.780   |
| 31. Dezember 2020 | 556.227   |
| 31. Dezember 2021 | 555.351   |
| 31. Dezember 2022 | 559.986   |
| 31. Dezember 2023 | 563.019   |

¹ Volkszählungsergebnis (Zensus 2011)

Quelle: Statistisches Landesamt des Freistaates Sachsen

## Bevölkerungsprognose
Das Statistische Landesamt des Freistaates Sachsen veröffentlichte am 19. April 2016 die „6. Regionalisierte Bevölkerungsprognose für den Freistaat Sachsen bis 2025“ in zwei verschiedenen Varianten. Die zwei Varianten unterscheiden sich in den Annahmen zur Auslandswanderung, dem innerdeutschen Wanderungsaustausch und der Geburtenhäufigkeit. Zudem spielen der zeitliche Verlauf und die Intensität der Veränderung der einzelnen Komponenten eine Rolle. Die Prognosen der 2010 veröffentlichten 5. Bevölkerungsprognose für 2020 (549.000 bzw. 528.800) und 2025 (554.000 bzw. 523.300) wurden deutlich nach oben korrigiert.
prognostizierte Einwohnerzahlen in den beiden Varianten bis 2030 (Gebietsstand 1. Januar 2016):
| Datum             | Variante 1 | Variante 2 |
| ----------------- | ---------- | ---------- |
| 31. Dezember 2015 | 549.300    | 542.300    |
| 31. Dezember 2020 | 582.300    | 564.800    |
| 31. Dezember 2025 | 587.100    | 577.200    |
| 31. Dezember 2030 | 591.700    | 583.100    |

Nebenstend dargestellte Prognosen im Vergl. zur realen Entwicklung von 1990 bis 2018

Quelle: 6. Regionalisierte Bevölkerungsprognose des Statistischen Landesamtes des Freistaates Sachsen
In ihrer 2009 veröffentlichten Publikation „Wer, wo, wie viele? – Bevölkerung in Deutschland 2025“, in der die Bertelsmann-Stiftung Daten zur Entwicklung der Einwohnerzahl für alle Kommunen ab 5.000 Einwohner in Deutschland liefert, wird für Dresden ein Anstieg der Bevölkerung zwischen 2006 und 2025 um 8,0 Prozent (40.616 Personen) vorausgesagt.

Vergleich der in den Tabellen dargestellten Prognosen der Bertelsmannstiftung mit der realen Entwicklung von 1990 bis 2018

Absolute Bevölkerungsentwicklung 2006–2025 – Prognose für Dresden (Hauptwohnsitze):
| Datum             | Einwohner |
| ----------------- | --------- |
| 31. Dezember 2006 | 504.795   |
| 31. Dezember 2010 | 519.748   |
| 31. Dezember 2015 | 533.176   |
| 31. Dezember 2020 | 541.805   |
| 31. Dezember 2025 | 545.411   |

Quelle: Bertelsmann-Stiftung
Absolute Bevölkerungsentwicklung 2009–2030 – Prognose für Dresden (Hauptwohnsitze). In diesem Zeitraum wird von einem Anstieg der Bevölkerung um 60.800 Einwohner oder 11,77 % ausgegangen.
| Datum             | Einwohner |
| ----------------- | --------- |
| 31. Dezember 2009 | 516.730   |
| 31. Dezember 2015 | 544.830   |
| 31. Dezember 2020 | 561.760   |
| 31. Dezember 2025 | 572.850   |
| 31. Dezember 2030 | 577.530   |

Quelle: Bertelsmann-Stiftung

## Bevölkerungsstruktur
| Bevölkerung                 | Stand 31. Dezember 2016 |
| --------------------------- | ----------------------- |
| Einwohner mit Hauptwohnsitz | 553.036                 |
| davon männlich              | 275.764                 |
| weiblich                    | 277.272                 |
| Ausländer                   | 37.385                  |
| Ausländeranteil in Prozent  | 6,76                    |

Quelle: Statistisches Landesamt des Freistaates Sachsen

## Altersstruktur

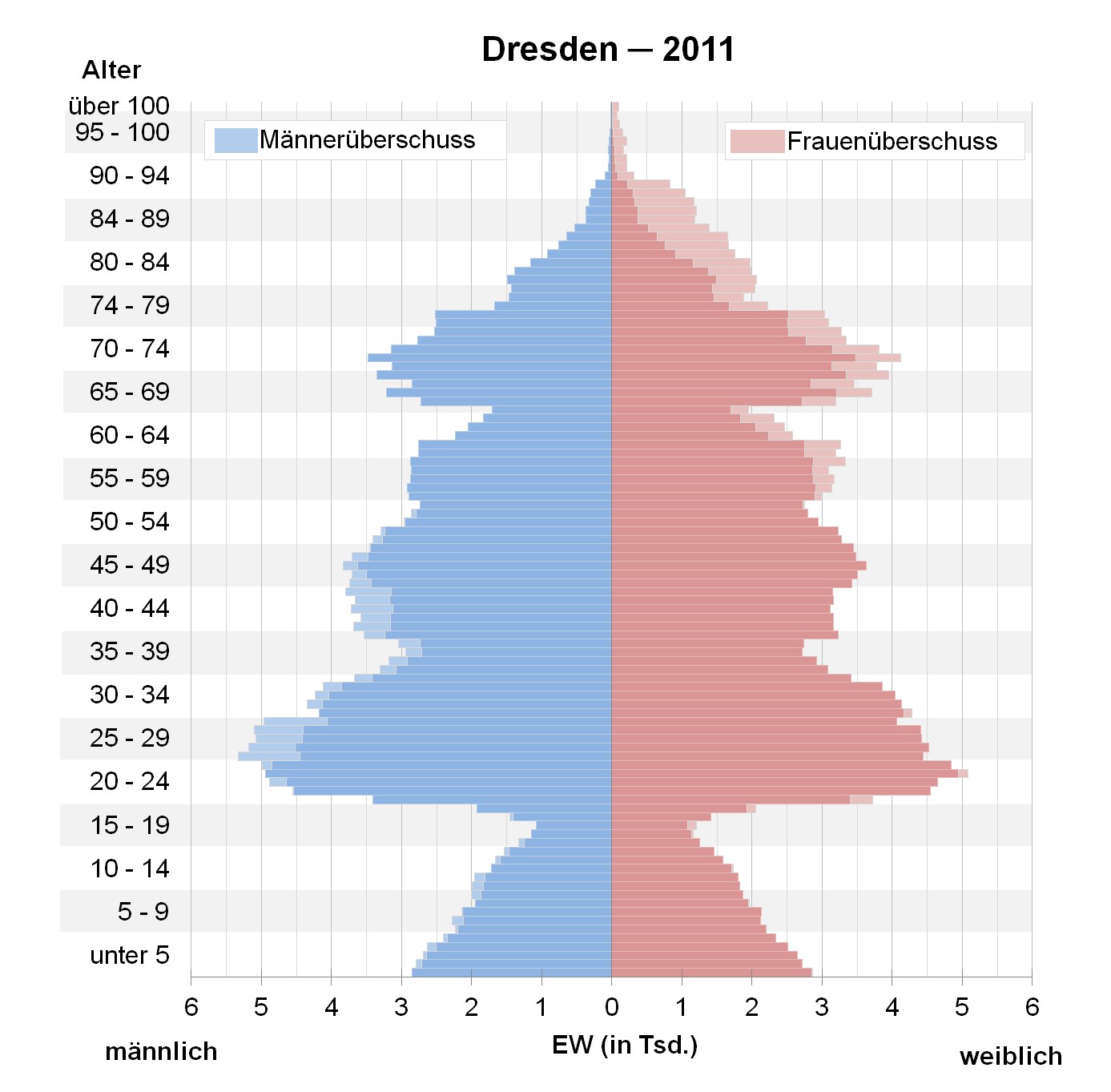
Bevölkerungspyramide für Dresden (Datenquelle: Zensus 2011)

Die folgende Übersicht zeigt die Altersstruktur vom 31. Dezember 2006 (Hauptwohnsitze).
| Alter     | Einwohnerzahl | Anteil in Prozent |
| --------- | ------------- | ----------------- |
| 0 – 5     | 26.369        | 5,2               |
| 6 – 14    | 27.179        | 5,4               |
| 15 – 17   | 12.932        | 2,6               |
| 18 – 24   | 56.757        | 11,2              |
| 25 – 29   | 45.102        | 8,9               |
| 30 – 39   | 70.526        | 14,0              |
| 40 – 49   | 70.915        | 14,0              |
| 50 – 59   | 59.809        | 11,8              |
| 60 – 64   | 28.808        | 5,7               |
| über 65   | 106.398       | 21,1              |
| Insgesamt | 504.795       | 100,0             |

Quelle: Statistisches Landesamt des Freistaates Sachsen

## Stadtteile

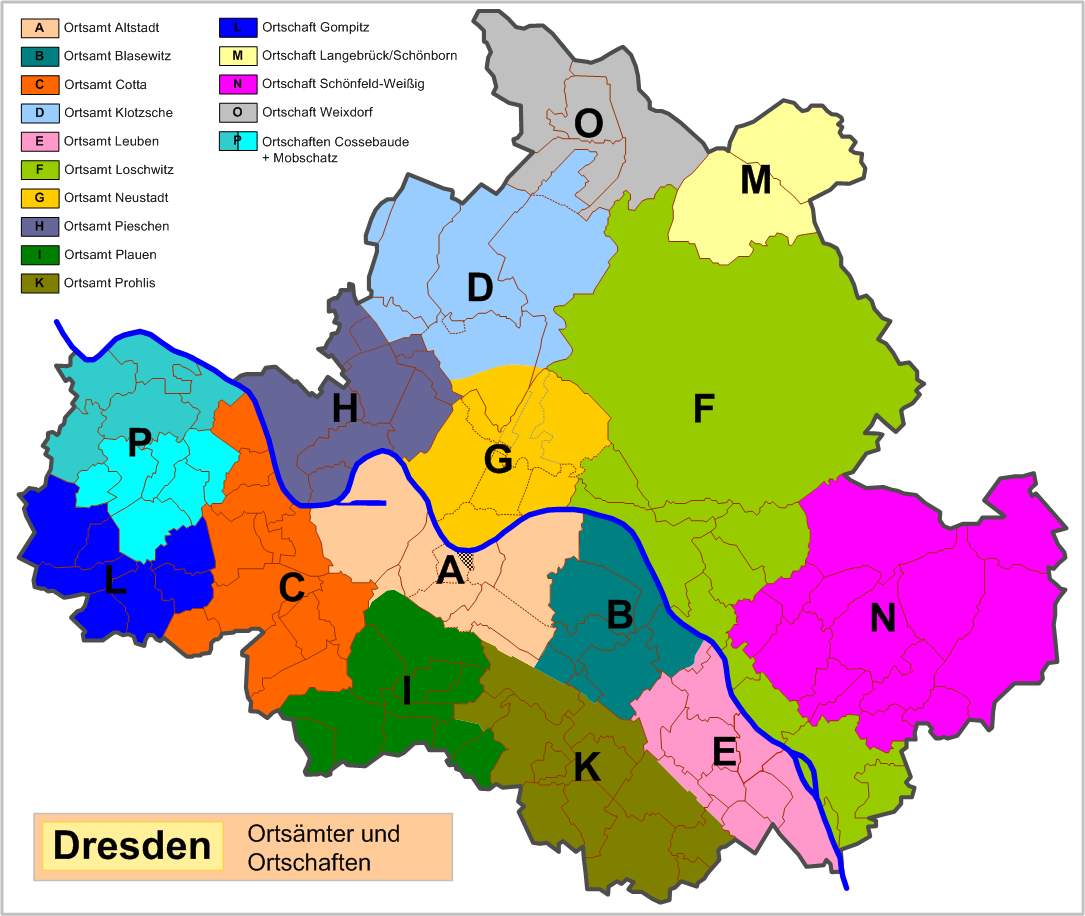
Stadtbezirke und Ortschaften

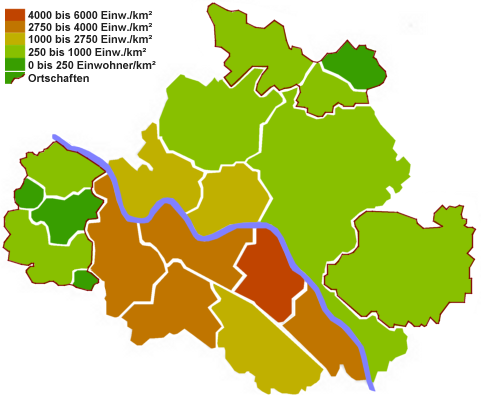
Bewohner pro km² der einzelnen Stadtteile

Dresden gliedert sich in zehn Stadtbezirke und neun Ortschaften. Die Stadtbezirke (bis 2018: „Ortsamtsbereiche“) wurden 1991 aus dem damaligen Stadtgebiet gebildet, während die Ortschaften durch zwischen 1997 und 1999 eingemeindete Flächen und Gemeinden abgebildet werden.
Der Stadtbezirk mit der höchsten Bevölkerung ist Blasewitz, der flächengrößte ist dagegen Loschwitz. Die größte und bevölkerungsreichste Ortschaft ist Schönfeld-Weißig, die sich im Schönfelder Hochland erstreckt. Die Dresdner Innenstadt liegt in den Stadtbezirken Altstadt und Neustadt.
Bei den neun Ortschaften, die teilweise auch aus mehreren Ortsteilen bestehen, handelt es sich um erst Ende der 1990er Jahre eingegliederte, ehemals selbstständige Gemeinden. Eine Ausnahme ist der Stadtteil Kauscha, der, bis 1999 zu Bannewitz gehörig, dem Stadtbezirk Prohlis angegliedert wurde.
Die Einwohnerzahlen in der folgenden Tabelle beziehen sich auf den 31. Dezember 2013 (Hauptwohnsitze).
(OA = Stadtbezirk, OS = Ortschaft)
|    | Name             | Fläche in km² | Einwohnerzahl | Einwohner je km² |
| -- | ---------------- | ------------- | ------------- | ---------------- |
| OA | Altstadt         | 17,00         | 53.667        | 3.157            |
| OA | Blasewitz        | 14,48         | 85.209        | 5.885            |
| OA | Cotta            | 19,34         | 71.093        | 3.676            |
| OA | Klotzsche        | 27,10         | 19.992        | 738              |
| OA | Leuben           | 13,05         | 38.814        | 2.974            |
| OA | Loschwitz        | 68,84         | 20.064        | 291              |
| OA | Neustadt         | 14,85         | 48.271        | 3.251            |
| OA | Pieschen         | 16,20         | 52.770        | 3.257            |
| OA | Plauen           | 15,80         | 54.396        | 3.443            |
| OA | Prohlis          | 21,10         | 56.528        | 2.679            |
| OS | Altfranken       | 1,28          | 1.116         | 872              |
| OS | Cossebaude       | 8,04          | 5.641         | 702              |
| OS | Gompitz          | 11,72         | 3.147         | 268              |
| OS | Langebrück       | 6,95          | 3.714         | 534              |
| OS | Mobschatz        | 8,50          | 1.489         | 175              |
| OS | Oberwartha       | 2,03          | 401           | 197              |
| OS | Schönborn        | 5,20          | 500           | 96               |
| OS | Schönfeld-Weißig | 41,33         | 12.941        | 313              |
| OS | Weixdorf         | 15,49         | 6.057         | 391              |
|    | Dresden          | 328,31        | 541.986       | 1.632            |

Quelle: Kommunale Statistikstelle der Landeshauptstadt Dresden
Siehe auch: Liste der statistischen Stadtteile von Dresden